# دادگاه ملی اسپانیا
دادگاه ملی اسپانیا (در اسپانیولی: Audiencia Nacional de España، تلفظ: اودینسیا ناسیونال ده اسپانیا) دادگاه عالی کشور اسپانیا است که مقر آن در شهر مادرید قرار دارد.
بالتازار گارسون، از قاضی‌های معروف دادگاه عالی است.